# オール沖縄
オール沖縄（オールおきなわ）とは、辺野古基地建設を止め、オスプレイの配備撤回、普天間基地の閉鎖撤去、県内移設断念を求めた「建白書」の精神を実現させるために結成された団体である。

## 概説
自民党沖縄県連の幹事長や那覇市長（2000年～2014年）を務めた「沖縄を代表する保守政治家」の翁長雄志が、那覇市長に在任中の2012年の秋頃から「沖縄の保守が革新を包みこむ」・「保革を越えた沖縄」・「保守と革新を越えた沖縄」・「保革の壁を越えた沖縄県政」という意味で掲げた政治スローガン及びそれを掲げたグループである。オール沖縄支援で沖縄県知事（2014年～2018年）を務めたが、自民党沖縄県県連幹事長を務めていた沖縄保守出身の翁長知事が死去した後はオール沖縄の保守革新バランスが革新系に傾いていると批判者は主張している。
政治勢力としての「オール沖縄」は、2014年沖縄県知事選挙の際に、辺野古移設反対派の保守政治家の翁長雄志を支援する枠組みとして始まった。それまで沖縄では、革新勢力による革新統一は頻繁に行われていたものの、この県知事選で初めて革新勢力に加えて辺野古移設反対派の保守勢力も参加した共闘が組織された。
以後、沖縄県内のあらゆる選挙において選挙協力・候補者調整・統一候補擁立を行っており、2015年12月には稲嶺進名護市長、市民活動家の高里鈴代、呉屋守將金秀グループ会長（2018年に共同代表を辞任）の3氏を共同代表とし、辺野古移設反対を掲げる約20の団体をまとめる新組織「辺野古新基地を造らせないオール沖縄会議」が発足した。共同代表にはその後シールズ琉球の玉城愛（名桜大4年）も加わっている。
この「オール沖縄会議」には、社会民主党・日本共産党・自由党・沖縄社会大衆党・那覇市議会新風会・沖縄県議会おきなわ（旧称「県民ネット」）などの政党・会派が参加している。また、沖縄県知事・那覇市長・名護市長といった首長も参加し、2016年（平成28年）5月以降は沖縄県議会と那覇市議会において過半数の勢力を確保していた。しかし、首長選挙は2018年名護市長選挙、2022年名護市長選挙、2022年那覇市長選挙において各候補者が落選し、議会選挙においても2017年と2021年の那覇市議会議員選挙、2024年沖縄県議会議員選挙にて、それぞれ過半数を割りこんでいる。
ただし、革新勢力が保守系辺野古移設反対派を取り込むために辺野古移設反対を最優先としているためか、未使用状態の名護市内の米軍基地返還問題や那覇軍港の浦添移設問題について保守系首長が米軍基地の存在を前提とする主張を取る等して日米安保破棄とは異なる政治姿勢を見せていることについて、彼らを擁立した革新勢力はオール沖縄が擁立した保守系首長を退任させたり別の候補を擁立する動きを見せることはない。

## スローガン
翁長は出馬した2014年の沖縄県知事選挙においても「イデオロギーよりアイデンティティ」・「誇りある豊かさ」・「保守だが、沖縄の保守」と並ぶ自身の選挙スローガンとして「オール沖縄」を掲げ、自民党を割って革新勢力と共闘し、当選した。
翁長は、自民党に在籍していた2014年までは、自民党沖縄県連が戦う主要な選挙戦（過去の県知事選挙を含む）をことごとく取り仕切っていた中心人物であり、また、やはり那覇市長に在任中の2012年9月9日に宜野湾海浜公園多目的広場で開催された「オスプレイ配備に反対する沖縄県民大会」の実行委員会の共同代表として、沖縄県内の全41市長村長・議会議長らが署名した、オスプレイの沖縄県への配備に反対する安倍晋三内閣総理大臣宛の「建白書」を取りまとめ、翌2013年1月28日に首相官邸で安倍総理及び菅義偉官房長官に直に手渡すなど、県内外の政財界に対する卓越した調整能力に定評のある人物だった。
この「保革を越えた沖縄」という意味の「オール沖縄」と類似の政治スローガンとして、1960年代の沖縄の本土復帰運動に際して唱えられた「島ぐるみ」がある。
また、この「オール沖縄」というスローガンの下に集った政治勢力のことも指し、その場合、名称の由来の通り、保守・革新にまたがった広範かつ多様な勢力を抱えることから、ほぼ（沖縄県宜野湾市の在沖縄アメリカ海兵隊普天間基地の名護市辺野古移設を含む）在日米軍基地の沖縄県内移設に反対、及び在沖縄アメリカ海兵隊の沖縄県外移転を要求、の2点のみで繋がっている。
その勢力をまとめる「オール沖縄」を冠した組織として、2015年12月に結成された「辺野古新基地を造らせないオール沖縄会議」がある。
しかしながら、当初は保革を問わず米軍普天間飛行場の辺野古移設に反対、それ以外の政策は「腹八分、腹六分」（で折り合う）と翁長が提唱して結集した政治勢力だったものの、近年の玉城県政では日本共産党主導の革新色が強まったこと、最高裁判決での敗北で辺野古移設阻止が現実的とみなされなくなりつつあること、物価高などで県民を取り巻く経済環境が厳しさを増し、選挙戦でも基地問題より経済問題が重視されるようになったことなどから、保守系政治家や財界人が次々と離脱し、2025年現在においては日本共産党、立憲民主党、社会民主党、沖縄社会大衆党などの革新勢力のみとなっている。
尚、八重山日報編集長の仲新城誠は「オール沖縄」という言葉について「沖縄の全県民が辺野古に反対」という誤解を受けかねない不適切なネーミング」と主張している。

## 歴史・選挙結果

### 2014年沖縄県知事選挙
米軍普天間基地の辺野古移設の是非を巡り、日本国政府と沖縄県との対立が深刻化する中、2013年1月28日に沖縄県の38市町村長、41市町村議会議長らからなる代表団が日本国政府に「オスプレイの配備撤回と普天間基地の県内移設断念を求める建白書（通称：建白書）」を提出した。
2013年12月27日には、沖縄県知事仲井眞弘多が、それまでの辺野古移設反対の主張を転換し、名護市辺野古の海面埋め立てを承認。これを巡り、県内の保守勢力や自民党が分裂状態となる。
2014年6月には、辺野古移設反対を貫く自民党地方議員らが党の方針に反し、当時那覇市長の翁長雄志に「辺野古移設反対派」として、2014年11月16日投開票の沖縄県知事選への立候補を要請。また、前回選挙で仲井眞を支援した地元企業の一部も翁長支援を表明。
2014年7月22日には、県議会野党の社会民主党沖縄県連・日本共産党県中央委員会・沖縄社会大衆党・生活の党県連・県議会会派の「県民ネット」の5団体で構成する知事選候補者選考委員会が、翁長雄志に候補を一本化で合意。9月10日には翁長本人が立候補を表明。
激しい選挙戦の末、オール沖縄が支援する翁長が自民党・次世代の党推薦の現職・仲井眞弘多や政党そうぞう・維新の党支援の下地幹郎らを破り当選した。

### 第47回衆議院議員総選挙
オール沖縄は2014年12月の第47回衆議院議員総選挙においても選挙協力を実施し、沖縄1区を共産党の赤嶺政賢・沖縄2区を社民党の照屋寛徳・沖縄3区を生活の党の玉城デニー・沖縄4区を保守系辺野古移設反対派で無所属の仲里利信で候補者の一本化に成功。
その結果、いずれの選挙区においても自民党候補や維新候補を上回る得票数を獲得し、4人全員が当選を果たした。

### 2016年宜野湾市長選挙
2016年1月24日投開票の宜野湾市長選挙では、オール沖縄は元自民党沖縄県連会長の志村恵の息子で県庁職員の志村恵一郎を統一候補として擁立した。宜野湾市には米軍普天間基地が所在し、この選挙での勝ち負けが辺野古移設の行く末を決める一大選挙であった。一時は辺野古移設反対を公約とした志村がリードしていたが、自公推薦の現職・佐喜眞淳市長が巻き返し、志村は落選。オール沖縄にとっては初めての負け選挙となった。

### 2016年沖縄県議会議員選挙
2016年6月5日投開票の第12回沖縄県議会議員一般選挙においても、オール沖縄は県議会での翁長県政与党の過半数維持を目標に候補者調整と選挙協力を行っている。県政与党が過半数割れに陥った場合、翁長知事のレームダック化が加速するなどの声もあり、オール沖縄にとっては重大選挙であり、国政レベルでは第24回参議院議員選挙の前哨戦としても注目された。
投開票の結果、選挙直前に発覚した沖縄県うるま市で発生した米軍属による日本人女性殺害事件の影響もあって県政与党が改選前の24議席から27議席（社民6人、共産6人、社大3人、諸派3人、無所属9人の計27人）に伸ばし、過半数を獲得し勝利をおさめる。一方、県政野党の自民は1議席増の15議席を獲得した。この他、中立の立場として公明が4人、おおさか維新が2人の議席をそれぞれ獲得し、民進は議席を獲得できなかった。

### 第24回参議院議員通常選挙
2016年7月10日投開票の第24回参議院議員通常選挙の沖縄県選挙区（定数1）の統一候補者として、元宜野湾市長の伊波洋一を擁立した。
6月20日には、伊波が社民・共産・社大・生活・おきなわ（沖縄県議会会派）、新風会（那覇市議会会派）、金秀グループ、かりゆしの計8団体と政策協定に調印し、翁長知事が選挙母体の筆頭共同代表を務めることとなった。
その結果、伊波が現職閣僚の島尻安伊子（自民公認、公明・維新・そうぞう推薦）、新人の金城竜郎（幸福公認）らを退け、初当選を決めた。これにより、沖縄県内の衆議院小選挙区4議席、参議院選挙区2議席の計6議席はオール沖縄の議員が独占することとなった。
7月26日にはオール沖縄に参加する参議院議員2名（伊波と糸数慶子）が院内会派「沖縄の風」を結成した。
落選後、島尻は鶴保庸介沖縄及び北方対策担当大臣の下、沖縄振興及び子どもの貧困対策を担当する内閣府の大臣補佐官に就任した。

### 那覇市議会の混乱と議長の辞任
那覇市議会では、オール沖縄側の立場の新風会から金城徹が議長に選出されていたが、県議選で新風会が擁立した市議2名が落選して以降、会派内でしこりが残り、会派から離脱する議員も出ていた。加えて、金城に対しては、議会運営が公平でないとの批判が上がっていた。自民・公明両会派や、新風会を離脱した議員、民進党の議員などでつくるなはの翼無所属G、無所属の会の議員らは6月以降、4度にわたって辞職勧告決議を可決。
しかし、金城は辞職する理由がないとしてその後も議長職に留まり続けたため、反対派の議員らは定例会に出席せず、9月定例会が開催できない事態となり、議会は混乱した。
9月26日に金城は議会空転の道義的責任をとるとして辞任を表明。市議会唯一の保守系オール沖縄会派である新風会に亀裂が生じることとなった。

### 辺野古訴訟における敗北
2016年3月、国と県が双方に対する訴訟を全て取り下げた上で、県が提訴するとする和解が成立したが、県は履行しなかったため、国は、前知事自体の埋立承認に法的瑕疵がないにもかかわらずそれが取り消した点等が違法であるとして、承認取消しの撤回を行わない不作為に対し「是正の指示」を行った。県がこれに従わなかったため、国（国土交通大臣）が同年7月22日に翁長知事を提訴。
2016年12月20日、最高裁第2小法廷（裁判長・鬼丸かおる）は、県の上告を棄却し、埋め立て承認の取り消しを撤回しない翁長の対応を違法と認定。国の勝訴が確定した。辺野古移設を巡り、初めて司法判断が下された。

### 安慶田副知事の教員採用口利きの発覚と辞任
2017年1月18日、沖縄タイムスは、副知事の安慶田光男が、教員採用試験において県教育委員会に複数の受験者を採用するよう口利きを行なったと報道。当初は疑惑を否定していたが、23日県政を混乱させたとして辞職した。翌24日、県教委は、疑惑が事実であったことを認めた。安慶田は那覇市議時代からの翁長の側近であり、政府との普天間基地移設交渉を担当していたため、翁長にとっては痛手となった。
さらに、2月8日には浦崎唯昭副知事も退任することが明らかとなり、翁長は体制の仕切り直しを迫られることとなった。
なお、県の第三者委員会は11月1日、採用試験について不当な関与があったと結論付け、「口利きがあった可能性が高い」などとする報告書をまとめた。

### 2017年宮古島市長選挙
陸上自衛隊の配備が争点となった2017年1月23日投開票の宮古島市長選挙において、自民・公明は現職の下地敏彦を推薦。これに対して、社民、沖縄社大は下地晃を推薦したが、当初下地晃擁立を主導した翁長は、民進党の推薦する元県議の奥平一夫の支援に回った。また、保守系の候補からは元市議の真栄城徳彦も出馬し、保革ともに分裂することとなった。
結果は下地敏彦が再選を果たし、オール沖縄は敗北を喫した。この選挙における翁長の対応はオール沖縄内にしこりを残すこととなった。

### 2017年浦添市長選挙
さらに続く2月12日の浦添市長選においても自民・公明が推薦する現職の松本哲治が、オール沖縄の支援する元市議又吉健太郎を破り再選を果たした。
この選挙の結果、引き続き沖縄県内11市長のうち那覇と名護を除く9市長を自民系が抑える形が継続されることとなった。この選挙では米軍那覇港湾施設の浦添移設の是非も争点となり、又吉が市民投票を実施するとした一方で、翁長は移設容認の立場であり、オール沖縄内で立場に齟齬が生じたことも影響した。

### 2017年うるま市長選挙
4月23日、8年ぶりに実施されたうるま市長選挙において、自民・公明両党が現職の島袋俊夫を推薦したのに対し、翁長は前県議の山内末子を擁立、社民・共産・社大・自由・民進の推薦を取り付けた。
自公の選挙対策委員長が現地入りし、小泉進次郎衆議院議員も応援に駆けつけるなか、共産や社民も組織をフル回転される組織戦の様相を呈したが、結果は島袋の企業誘致や雇用の拡大などが評価され、3選を果たした。
オール沖縄にとっては3連敗となり、翁長の求心力も打撃を受けた。

### 2017年那覇市議会議員選挙
7月9日投開票の那覇市議選（定数40）において、市政与党であるオール沖縄勢力は多くの会派で現職に公認を絞る防衛戦を展開した。
結果は、共産党会派は7人の現職全員が当選する健闘を見せるも、オール沖縄勢力全体では18議席と過半数割れし、城間市政に厳しい評価が下された。翁長知事の次男の雄治は初当選を果たしたが、議会空転を招いた前議長で翁長側近の現職の金城徹は落選した。

### 2017年与那国町長選挙
8月6日の任期満了に伴う与那国町長選挙は、現職で自民・公明両党が推薦する外間守吉と前町議会議長の糸数健一の保守分裂による一騎打ちとなり、オール沖縄は候補を擁立できず、不戦敗を喫した。結果は外間が4選を果たした。

### 第48回衆議院議員総選挙
オール沖縄は2017年10月の第48回衆議院議員総選挙においても前回同様の選挙協力を実施し、沖縄1区を共産党の赤嶺政賢、沖縄2区を社民党の照屋寛徳、沖縄3区を自由党の玉城デニー、沖縄4区を保守系辺野古移設反対派で無所属の仲里利信で候補者の一本化に成功。
その結果、沖縄1区・沖縄2区・沖縄3区で自民党候補や維新候補を上回る得票数を獲得し、3人が当選を果たしたものの、沖縄4区では自民党候補の西銘恒三郎が当選し仲里は落選した。選挙後、仲里は政界引退を表明した。

### 2018年南城市長選挙
年が明けた2018年1月22日投開票の南城市長選挙は、自公両党と日本維新の会が現職の古謝景春を推薦した。これに対しオール沖縄側は民主党元衆議院議員の瑞慶覧長敏が社民・共産・社大・自由・民進の推薦を取り付け立候補し8年ぶりの選挙となった。
投開票の結果、瑞慶覧が65票の僅差で勝利した。

### 2018年八重瀬町長選挙
2018年1月28日投開票の八重瀬町長選挙で自民、公明は元県議の新垣安弘を推薦した。新垣はオール沖縄支持の前町議の知念昭則と保守系の元町議の宮城勝也を破り初当選。
前週の南城市、翌週の名護市を含め3週連続「自公連立」対「オール沖縄」の対決の中、南城市で現職を落とし意気消沈気味だった自公は、翌週の名護市長選に向け弾みをつけた。

### 2018年名護市長選挙
2018年2月4日、辺野古地区を抱える名護市の市長選挙が実施され、基地移設反対派で、民進・共産・自由・社民・沖縄社会大衆が推薦、立憲民主党が支持する現職の稲嶺進を自民・公明・維新が推薦する元市議渡具知武豊が破り、初当選を果たした。
翁長も連日稲嶺の応援に入り、基地移設反対を訴えたが、「地元の民意」を移設反対の理由としてきた翁長には痛手となった。

### 呉屋共同代表辞任
選挙後、金秀グループの呉屋守将会長はオール沖縄会議が革新色が濃くなっていることに不満を持ち、敗北の責任を取るとしてオール沖縄会議の共同代表を辞任した。
オール沖縄会議にとっては、沖縄県経済界の重鎮である呉屋の代表辞任で組織の在り方が問われることになった。

### 2018年石垣市長選挙
2018年3月11日、任期満了に伴う石垣市長選挙が実施され、自民・公明・維新・幸福の推薦を受け、経済政策を訴え陸上自衛隊配備計画に柔軟な姿勢を見せる現職の中山義隆が、民進・共産・自由・社民・沖縄社会大衆の推薦を受け翁長が支える前市議・宮良操と元自民党の保守派新人の元県議、砂川利勝ら新人2人を破り、3選を果たした。
名護市長選に続く敗北で、翁長ら「オール沖縄」が占める勢力は県内11市のうち2市のみとなり、痛手となった。

### かりゆしグループの脱退
2018年4月3日、かりゆしグループは那覇市で記者会見を開き、オール沖縄会議から脱会すると表明した。辺野古移設の賛否を問う県民投票をするようオール沖縄会議内で提案したが、受け入れられなかったことも脱会の理由に挙げた。「政党色が強くなりすぎた。独自で翁長氏再選に向けて動きたい」として、同会議とは一定の距離を置きつつ支援を継続する意向を示した。

### 2018年沖縄市長選挙
2018年4月22日、任期満了にともなう沖縄市長選挙が実施され、自民・公明・維新が推薦する現職の桑江朝千夫が、翁長が支援し、希望・民進・共産・自由・社民が推薦する前市議を約1万5千票差で破り再選を果たした。那覇市に次ぐ大票田である沖縄市でも敗退したことで、翁長陣営と国政与党による対決の構図である市長選挙で3連敗となった。

### 2018年沖縄県知事選挙・宜野湾市長選挙
2018年12月14日の翁長の知事任期満了に伴い、11月1日公示、11月18日投開票という選挙執行日程を6月22日に発表していた。しかし、任期満了前の8月8日に翁長が死去したため、9月12日に公職選挙法の規定に従い職務代理者である謝花喜一郎副知事が県選挙管理委員会に死去を通知し、翌13日に県選挙管理委員会は知事選の日程を「9月13日告示・30日投開票」とすることを改めて決めた。
候補者として当初は、副知事の謝花喜一郎、参議院議員糸数慶子、那覇市長城間幹子らの名前が報じられていた。
8月17日午前の時点で県議会与党や労働組合などでつくる「調整会議」は呉屋守將金秀グループ会長、謝花、赤嶺昇県議会副議長らを軸に最終的な候補者調整に入ったが、17日夜には翁長が生前に呉屋と玉城デニー衆議院議員を後継指名していたことが判明。両氏は18日までに出馬を固辞していたが、「調整会議」は19日夜に両氏のどちらかの擁立を目指すことを全会一致で決定し、玉城が出馬を検討する意向を表明した。
21日、県政与党の会派おきなわが翁長の後継指名に関わる音声を聞かせるよう求めたが、新里米吉議長は公開を拒否し、会派おきなわは音声が公開されない場合はオール沖縄から離脱することを示唆した。
しかし、会派おきなわの対応は支持者らから強い批判を受けたため、23日には音声に関係なく玉城を支援すると方針転換し、同日「調整会議」は、オール沖縄側の候補に玉城を擁立することを全会一致で決め、沖縄市内で本人に出馬を正式に要請した。
上記の翁長の音声を巡る問題などから、玉城は支援体制を確認するため出馬表明を2度延期し、最終的に8月29日に出馬を表明した。
選挙戦の末、玉城は過去最多となる約39万票を獲得。自民・公明など政府与党推薦候補である前宜野湾市長の佐喜眞淳を8万票を超える大差で破り当選を果たした。
一方、佐喜真の辞職に伴い同日に実施された宜野湾市長選挙では、佐喜真の後継指名を受け出馬した、自民・公明・維新が推薦する副市長の松川正則が、前県高校PTA連合会長でオール沖縄系の仲西春雅を破り、初当選した。

### 2018年豊見城市長選挙・那覇市長選挙
南城市長選挙の選挙期間である2018年1月17日、豊見城市長であった宜保晴毅が「市長が変われば南部東道路の予算がつかない」とSNSに投稿し現職候補への投票を呼び掛けた。この投稿に対し道義上問題があるとして後援会の一部からも批判が発生し、新たな候補を擁立する動きが行われた。
市政与党であった自民党は元市議の宜保安孝を推薦候補として擁立したが、宜保晴毅も3選を目指し出馬表明し保守分裂となった。宜保安孝は自民党のほかに維新・希望より推薦を得るも、公明党は自主投票の立場を取った。
一方のオール沖縄側は「新しい豊見城をつくるうまんちゅの会」が元衆議院議員秘書で市議の山川仁に出馬を依頼し、8月27日本人が出馬を表明した。投開票の結果山川が当選。保守系2候補の得票数の合計は山川を上回っており、自民党県連の調整力に課題を残した。
2018年10月21日投開票された那覇市長選挙ではオール沖縄は現職の城間幹子を推薦し、自民・公明・維新・希望の推薦する元沖縄県議の翁長政俊を大差で破り再選。オール沖縄の体制を立て直す形となった。
一方、県知事選挙からオール沖縄に3連敗を喫した自民党沖縄県連会長の國場幸之助が責任を取る形で辞任した。

### 2019年沖縄県民投票
2018年10月26日、県議会にて、辺野古米軍基地建設のための埋立ての賛否を問う県民投票条例案の採決が行われ、県議会与党が提出した選択肢を「賛成」「反対」の2択とした条例案を賛成多数で可決成立させ、条例は10月31日に公布された。11月27日に「2019年2月14日告示・2月24日投開票」とすることが発表された。
しかしその後、宮古島・宜野湾・沖縄・石垣・うるまの5市の市長が相次いで投票不参加を表明したことから、2019年1月29日、県議会にて「賛成」「反対」に「どちらでもない」を追加し3択とする条例改正案が県議会与野党による賛成多数で可決成立した。採決後、党内から造反者が出て全会一致にできなかったことの責任を取り、自民党沖縄県連会長の照屋守之が辞任した。投開票は全市町村で行われ、辺野古新基地建設への反対票が投票者のうち71.74%を占めた。

### 2019年衆議院沖縄3区補選
自由民主党は、2018年12月23日の時点で島尻安伊子元沖縄北方担当相、比嘉奈津美元衆院議員、花城大輔沖縄県議の3名に候補を絞り込み、翌24日に島尻安伊子を公認候補とすることで決定。翌年の3月2日に島尻は立候補を表明した。これまで沖縄自民党の候補者は辺野古新基地問題についてメディアに問われると、世論を意識し賛成を明言することはなかったが、島尻は辺野古容認を明言し選挙戦を行った。
前職で現・沖縄県知事の玉城デニーの事実上の後継候補の擁立を目指す自由党は、12月25日の時点で前名護市長の稲嶺進と、元沖縄タイムス記者でフリージャーナリストの屋良朝博の2名に候補を絞り込み、26日に屋良に出馬をオファーし、屋良はこれを快諾。30日に記者会見を行い出馬を表明した。
なお、屋良には自由党のほか、立憲民主党・国民民主党・共産党・社民党・地域政党の沖縄社会大衆党が、一方で自民党公認の島尻には、国政の連立パートナーである公明党、および日本維新の会沖縄県総支部が、それぞれ支援に回った。
開票の結果、屋良が連立与党の推す島尻を破り当選。辺野古新基地反対の世論を再び突きつけることになった。

### 2019年参議院議員選挙
第25回参議院議員通常選挙では、沖縄社会大衆党前委員長で当時現職参議院議員の糸数慶子が4選に意欲を示していたが、社大党は憲法学者で琉球大学大学院法務研究科教授の高良鉄美を擁立すると決め、2018年12月27日に糸数に対して引退を勧告した。これに対し糸数は社大党の方針に反発し、同日付で離党届を提出した。さらにオール沖縄を支持する市民グループの一部からも候補者選定の透明化を求める要望書が提出され、候補者選定は混迷を極めた。
2019年1月10日に糸数が記者会見を行って参院選への不出馬と高良の支持を表明し、オール沖縄側の候補者統一はひとまずの落ち着きを見せた。
一方の政府与党側は、2019年1月19日にシンバホールディングス会長の安里繁信を擁立することを全会一致で確認した。しかし安里は同年6月22日の政策発表会にて「口が裂けても（辺野古）推進と言えない」と辺野古新基地建設について回答を濁す発言を行った。これに対し衆院補選で推進を明言していた自民党県連の一部から反発がおこった。
投開票の結果高良が各野党支持層と無党派の幅広い支持を集め大差で当選。県知事選、住民投票、衆院補選に続き反対民意を示すことになった。当選後高良は沖縄の風に参加した。

### 2020年沖縄県議会議員選挙
2020年6月7日投開票の第13回沖縄県議会議員一般選挙は、新型コロナウイルス感染症の感染拡大を防ぐため各党・候補者らが選挙活動を大幅に自粛する異例の選挙となった。投開票の結果、県政与党が改選前の26から1議席減の25議席と伸び悩んだものの過半数を維持した。県政野党では、自民は4議席増の17議席を獲得したものの、公明がコロナ対策のため公認2人の擁立を取り止めたことも響き、野党・中立合わせても23議席に留まった。選挙後、玉城デニー知事は「私の県政運営に一定の評価を頂いたが、予想していたよりも厳しい結果だ」と語った。
6月30日に県議会の議長選挙が行われ、会派「沖縄・平和」（社民党・沖縄社大党など）、「てぃーだネット」（立憲や無所属など）、共産の3会派は社民党の崎山嗣幸を推したが、自民・公明などが推す県政与党の会派「おきなわ」所属の赤嶺昇に敗れた。会派「おきなわ」は県政与党であるが、「オール沖縄」勢力が県議選で主導した候補者調整や支援のあり方に不満が強いとされ、赤嶺は議長就任後、県政野党との事前の調整を否定したうえで「与党というスタンスは変わっていないが、他の与党会派との信頼関係が今はない」と述べた。
2021年2月の浦添市長選では、オール沖縄勢力の分断を図るべく、菅義偉内閣総理大臣自ら会派「おきなわ」の赤嶺に電話で現職の松本哲治への支援を要請。赤嶺はこの選挙では態度を明確にせず、動かなかったが、玉城が翁長前知事も容認していた那覇軍港の浦添移設に反対する候補の応援に入ったことに反発。玉城の応援入りから2日後の2月5日、会派おきなわは4月に予定されるうるま市長選挙で自公などが推す中村正人の推薦を決定した。赤嶺はうるま市長選では中村の応援に入り、「玉城県政のコロナ対策は失敗でございます。沖縄の経済、いまの沖縄の状況は人災ではないかと思います」と述べるなど、玉城県政の新型コロナウイルス対策批判を展開するなどし、選挙では中村が当選した。
2021年2月14日には、立憲民主党への合流を巡り社民党県連が分裂。党員164人中、立憲への合流者を含め96人が14日付で離党した。県議会では仲村未央と崎山が立憲に合流し、照屋大河と上里善清が社民に残留した。
5月31日、沖縄県議会で「沖縄・平和」と「てぃーだネット」に分かれて所属していた立憲民主党所属議員4人が新会派「立憲おきなわ」の結成届を提出した。「沖縄・平和」と「てぃーだネット」は合併し「てぃーだ平和ネット」に改称、また両会派から離脱した議員が会派「南風（ぱいかじ）」を結成した。

### 2021年那覇市議会議員選挙
7月11日投開票の那覇市議選（定数40）において、市政与党であるオール沖縄勢力が改選前から1議席を減らし14議席となる一方、野党勢力は5議席を増やし19議席となり、過半数まであと2議席まで迫った。

### 金秀グループの離脱
オール沖縄勢力を支持していた金秀グループは、2021年（令和3年）に行われる予定の第49回衆議院議員総選挙において、オール沖縄勢力と対立する自民党の候補者を支持する方針を固めた。グループ会長の呉屋守将はこの方針転換について、琉球新報の記者に対し「基地反対のテーマだけでは沖縄の未来は開けない」と答え、沖縄の経済発展や沖縄振興の推進を重視することが理由であると述べた。

### 2021年衆議院議員総選挙
第49回衆議院議員総選挙においては、直前の9月2日に県議会議長の赤嶺昇が与党会派「おきなわ」を離脱、「オール沖縄会議」からも脱退し、中立の立場を取ると表明した。県議会勢力は県政与党と県政に対して、中立・野党の立場を取る議員が同数で拮抗し、オール沖縄勢力に波紋が広がった。赤嶺は、「玉城知事がしゃべることは、共産党がしゃべることと同じと思ってもらっていい。翁長知事の後任というが、大きく変わっている」 とオール沖縄の変容を批判した。
迎えた衆院選においては、前回に続き保守分裂となった沖縄1区で赤嶺政賢が、沖縄2区では照屋寛徳の政界引退（その後2022年4月死去）を受けて後継となった新垣邦男がそれぞれ議席を死守したものの、沖縄3区においては立憲民主党の前職であった屋良朝博が自民党新人で元参議院議員の島尻安伊子元沖縄北方相に、沖縄4区においては、同じく立憲民主党公認でオール沖縄会議共同代表の金城徹が西銘恒三郎沖縄北方相にそれぞれ敗れ、比例復活もならず落選した。
自民公認4候補者の総得票数は29万4,455票に上り、オール沖縄勢力4候補者の総得票数28万8,711票を上回った。自民公認候補の得票がオール沖縄を上回るのはオール沖縄結集の2014年以来初となった。また、自民党候補の獲得票数も小選挙区制導入以来、最多を記録した。

### 2022年名護・南城市長選挙
2022年1月1日付で沖縄県議会の会派「おきなわ」と「南風」が合流し、県政与党系新会派「おきなわ南風（ぱいかじ）」を結成。「おきなわ」では赤嶺が県政与党を離脱したことで、南風との合流に向けて調整が進んでいた。
1月23日、沖縄県にとって選挙イヤーである2022年の緒戦となる名護市、南城市の市長選の投開票が実施された。告示日の16日翌日には、朝日新聞が、国政与野党とも「落とせぬ戦い」であるとして特集を組むなど特に注目された選挙戦となった。
名護市長選においては、自民党・公明党が推薦する現職の渡具知武豊に、知事の玉城が支持し、立民・共産・れいわ・社民・社大が推薦する元市議の岸本洋平が挑むも、5,000票を超える大差で敗北。前回の市長選からはオール沖縄陣営が15%も得票を減らし、日本経済新聞は「勢力の退潮が鮮明となった」と報じた。渡具知には、前回オール沖縄が支援していた稲嶺進陣営に参加していたかりゆしグループも支援に回った。かりゆしグループ代表の平良朝敬は、「翁長知事を支えていた我々は何も変わっていない。『オール沖縄』が革新側に振れただけ。『オール沖縄』は我々がいるべき場所ではない。革新共闘に変貌したんだ」 とオール沖縄と対峙することになった理由を述べている。
南城市長選においては、共産・立民・社民・社大・にぬふぁぶし・れいわ推薦の現職・瑞慶覧長敏を自民党・公明党が推薦する前市長の古謝景春が破り、前回65票差で敗れた雪辱を果たす格好となった。瑞慶覧は幼稚園の統合問題で対応が二転三転し、市民の不信感を招いたことで、古謝が批判票を受け皿となった。
沖縄タイムスは自民党・公明党にとってこの2勝は大きな弾みとなる一方、普天間移設問題を最大争点に掲げながら敗北を喫した玉城には大打撃となると指摘した。
なお、同日投開票が行われる予定であった八重瀬町長選は、自民党・公明党が推薦する新垣安弘が無投票で再選を果たした。
翁長県政を支えた元副知事の安慶田光男は、「私が副知事の時、国を相手取った辺野古移設の訴訟で最高裁で負けた時、当時の翁長知事に『行政闘争は終わった。政治闘争に切り替えるならいいが、行政が訴えるのはやるべきではない。税金のムダだ』と伝えたんだ。良識ある県民は考えてもらいたい。『オール沖縄』を作った私だが、今の『オール沖縄』のやり方はおかしい、もう終わっている」と批判、「反基地ばかり主張し、生活に直結しない政治は全く意味のないことだ」と切り捨てた。

### 2022年石垣・沖縄市長選挙
2022年2月27日、石垣市長選の投開票が行われた。現職で自民・公明両党が推薦する中山義隆に、オール沖縄が擁立した前市議の砥板芳行が挑む構図となった。最大の争点となった陸上自衛隊駐屯地の新設問題では、建設を容認する中山に対し、砥板は住民投票の実施を訴えたが、及ばず、敗北した。砥板は選挙直前まで自民党会派に所属していたにもかかわらず、突如共産党と政策協定を結んだことで保革双方からの不審を招いた。当初オール沖縄は別の候補者の擁立を検討していたものの、急逝したことで、砥板が擁立された経緯があった。
同年4月24日、沖縄市長選の投開票が行われた。現職で自民・公明両党が推薦する桑江朝千夫に、オール沖縄側は立憲民主・共産・社民の推薦で元市議の森山政和を擁立した。結果は桑江が約1万票の大差をつけて森山を破り、3選を果たした。オール沖縄側はこれで2022年1月以降の市長選4連敗となり、同年7月執行予定の第26回参議院議員通常選挙や玉城が改選となる9月執行予定の沖縄県知事選へ向けて、戦略の見直しを迫られることになった。
5月2日には、オール沖縄の立場であった那覇市長の城間が11月の市長選への不出馬を表明し、引退することを明らかにしたが、この中で、「現在、名乗りを上げていない人もいる中で指名することはない」と述べ、後継者を指名しないことを明らかにし、さらに「自公か『オール沖縄』かという1対1の構図でなくてもいいのではないか。いろんな考えの方が手を挙げ、市民に選んでもらう環境がつくれたらいい」として、オール沖縄との距離感を滲ませたため、オール沖縄には、知事選と連動する那覇市長選が白紙に戻ったことで動揺が広がった。

### 2022年参議院通常選挙
2022年7月投開票の第26回参議院議員通常選挙では、立憲民主党沖縄県連・日本共産党沖縄県委員会・れいわ新選組・社会民主党沖縄県連合・沖縄社会大衆党や玉城から支持、支援された現職の野党統一候補の伊波洋一が自民党公認候補で元総務官僚の古謝玄太を2800票差の僅差で破って再選を果たした。

### 2022年沖縄県知事選挙・宜野湾市長選挙
玉城デニー知事の任期満了に伴う9月11日投開票の2022年沖縄県知事選挙では、オール沖縄側は現職の玉城を擁立。一方の県政野党（自民党・公明党）側は前回の知事選に立候補した佐喜眞淳を擁立したが、さらに前衆議院議員の下地幹郎が立候補したことで、保守分裂の選挙戦となった。県政野党側は直前の参議院議員選挙で自民党候補が善戦したことを背景に選挙戦を進めたが、下地との保守分裂となったうえに、世界平和統一家庭連合（旧統一教会）と政治家の関係が問題化し、佐喜眞も合同結婚式に参加するなど旧統一教会との関係が取り沙汰されたことが逆風となり、現職の玉城が佐喜眞に約65,000票の差をつけて2期目の当選を果たした。
また、同日に行われた宜野湾市長選挙は、現職で県政野党（自民党・公明党）の推薦を受けた松川正則が、前回と同じくオール沖縄側が擁立した仲西春雅（立憲民主党・共産党・れいわ新選組・社民党・沖縄社会大衆党推薦）を約11,000票差と前回よりさらに差を付けて再選を果たした。

### 2022年豊見城市長選挙
2022年10月9日投開票の豊見城市長選挙では、オール沖縄側が擁立した現職の山川仁（立憲民主党・共産党・れいわ新選組・社民党・沖縄社会大衆党推薦）と県政野党側が擁立した元同市議会議員の徳元次人、無所属新人の3名による選挙戦となったが、徳元が約2,800票差で山川を破り初当選を果たした。
オール沖縄陣営は2022年に入り、参院選・知事選は勝利したものの、市長選では6連敗を喫している。

### 2022年那覇市長選挙における城間那覇市長のオール沖縄との「決別」
2022年10月23日投開票の那覇市長選挙では、現職の城間幹子那覇市長が不出馬を表明したことから、オール沖縄では前知事翁長雄志の次男で県議の翁長雄治の擁立を決定。城間にも選対本部長就任を要請した。
対する自民公明側は、城間市政を2期8年にわたり副市長として支えた知念覚を擁立、県知事選で争った下地幹郎の後援会や直前まで候補者擁立に動いていた参政党の推薦も取り付け、保守一本化に奔走。12日、城間は知念を支持することを表明。オール沖縄に対しては「選挙ではオール沖縄にお世話になりました」と述べた上で「決別」することを宣言した。
さらに、翁長県政において、オール沖縄を支えた浦崎唯昭、安慶田光男両元副知事も知念の支持に回るなど、保守陣営が知念の下に結集した。かりゆしクラブの平良朝敬は、「ブリッジは完成した。かつての（出発地点の）オール沖縄に戻れる」と述べた。
一方、現職市長である城間の異例の「離反」にオール沖縄陣営からは反発が相次ぎ、市政与党の市議団は、「即座に職を辞することにも値する行動だ」と強く批判、知念支持の撤回を要求したが、城間は応じなかった。
選挙結果は、自民党、公明党の推薦を得た知念が、オール沖縄側で立憲民主党、共産党、れいわ新選組、社民党、沖縄社会大衆党推薦の翁長を約1万票の差を付けて初当選を果たした。オール沖縄側はこれで2022年の市長選は7連敗となった。
2023年11月20日、沖縄県議会の県政与党会派「おきなわ南風（ぱいかじ）」（無所属）と「立憲おきなわ」（立憲民主党）が合流し、新会派「おきなわ新風（ミーカジ）」を結成。所属県議は「てぃーだ平和ネット」（社民・社大・無所属）と同数の8県議で、玉城県政を支える与党最大会派となった。

### 2024年沖縄県議会議員選挙
2024年沖縄県議会議員選挙（6月7日告示、16日投開票）では、オール沖縄勢力は4議席減となる20議席にとどまり、うち共産党は3議席、立憲民主党は2議席を減らす大敗となった。
他方、政治資金パーティー収入の裏金問題を受けた自民党への逆風が予想されたが、自民・公明両党は公認候補計24人を全員当選させ、2008年以来16年ぶりとなる過半数を獲得した。また、日本維新の会は改選前の2議席を維持した。
オール沖縄勢力の伸び悩みの背景には重要な争点となってきた辺野古移設計画の工事が進む一方で、知事側に有効な対抗策がない状況で支持が広がらなかったことや、玉城が公示直前に中学校給食の無償化を打ち出したことへの混乱が影響したと報じられた。また、県政与党同士で票を奪い合い、共倒れする選挙区もあり、与党県議からは候補者調整にリーダーシップを発揮しなかった玉城に対し、苦言を呈する声も出た。

### 米軍基地移設反対抗議活動中の事故と2024年宜野湾市長選挙
県議会選挙直後の2024年6月28日午前、名護市安和の国道449号線・安和桟橋出口付近で、市民団体が在日米軍普天間飛行場（宜野湾市）の名護市辺野古移設に対する抗議活動中、市民団体の72歳女性が車道に飛び出し、それを制止しようとした男性警備員とともに土砂を搬入するダンプカーに巻き込まれて、警備員が死亡、女性が足の骨を折る重傷を負う事故が発生した（「辺野古ダンプ事故」「安和桟橋事故」「安和事故」などと報道で呼ばれる）。市民団体と支援するオール沖縄側は「牛歩」での抗議活動中のダンプカーの搬出に際しルールを破ったと主張し防衛省側を批判、同年8月に防衛省沖縄防衛局長に対しオール沖縄の幹部が「あなたは沖縄県民を1人殺してしまった責任者だ」と罵倒するなど、物議を醸した。一方で防衛省沖縄防衛局側もガードレール設置などの安全対策や「妨害者」への注意・警告の実施を求める玉城知事宛の要請文書を提出するなど、県政内でも政治問題に波及しつつあった。
同年10月の県議会ではこの問題を巡って、当時の事故状況のカメラ映像を同月11日の土木環境委員会で閲覧することとなったが、12人の委員のうち、県政与党側の委員5名が閲覧を拒否して退席する事態となり、保守系県議などから一部委員の対応を批判する意見がある一方、県政与党側も「（怪我を負った）女性の代理人からあった閲覧中止を求める申し立てについて十分協議していない」にもかかわらず、多数決により強行したことを理由に土木環境委員長の不信任動議を提出するなど、与野党間の対立が激化している。
このような最中、同年7月26日、基地移転問題を抱える宜野湾市の松川正則市長が、公務出張中の東京都内のホテルで急死する事態が発生した。これにより急遽、松川の後任を選出する宜野湾市長選挙が9月8日に執行されることとなった。市長選にはオール沖縄陣営は前宜野湾市議会議員の桃原功（立憲民主党・日本共産党・社会民主党・沖縄社会大衆党推薦）を擁立した。一方の保守系のチーム沖縄陣営は元市長で2年前の県知事選に立候補した佐喜眞淳（自民党・公明党推薦）を擁立した。投開票の結果は佐喜眞が桃原ら新人2名を抑えて当選し、6年ぶりに市長に復帰した。オール沖縄勢は同年6月の県議選に続く敗退で、基地移設問題が選挙の争点になりづらくなり、退潮傾向が続く事となった。

### 第50回衆議院議員総選挙
2024年、岸田文雄首相が同年10月1日をもって首相を退任し、後継首相に石破茂が選出された。石破首相は就任から戦後最短となる8日間で衆議院を解散し、同月15日告示・同月27日投開票となる第50回衆議院議員総選挙の日程を決定した。
衆院選では全4選挙区ともにオール沖縄側と自民党側の候補がそれぞれ擁立し対決の構図となった。オール沖縄側は1区は日本共産党前職の赤嶺政賢、2区は社会民主党前職の新垣邦男、3区は立憲民主党前職で繰上当選であった屋良朝博、4区は新人で立憲民主党公認となったオール沖縄共同会議代表の金城徹をそれぞれ擁立した。
一方で、れいわ新選組は4区に擁立した金城について「政治資金収支報告書をめぐる問題」を指摘したうえで、自党が公認する前豊見城市長の山川仁の擁立に固執し協議が決裂、双方が擁立されることとなり国政野党として分裂選挙となった。山川仁は実兄の山川泰博が日本維新の会公認で同区から立候補（前回は2区から立候補）しているため、兄弟対決ともなった。
さらにれいわは赤嶺が擁立される1区に自党から新人候補として女性保育士の擁立を発表したため、この動きに対し、日本共産党書記局長の小池晃が赤嶺について「沖縄を代表する政治家だ。党派を超えた『宝の議席』だ」としたうえで、れいわの擁立について「赤嶺氏再選に敵対するのみならず、『辺野古新基地反対』で団結してきた『オール沖縄』の取り組みへの破壊行為だ」と批判するなど不快感を示した。れいわ新選組代表の山本太郎は野党共闘については否定的な立場をとり、この意向に従う形で本土の立憲民主党の有力候補に自党公認の対抗馬候補を擁立するなどの動きを見せていた。しかし擁立発表の3日後に、れいわは「沖縄のみなさんの様々な思い（やめてほしい、立てて欲しい）を改めて受け止め、一度立ち止まる決断をした」として1区について新人候補の取り下げを発表している。
選挙戦の結果は、1区で赤嶺、2区で新垣が小選挙区で議席を確保したものの、3区の屋良は比例復活に留まり、4区の金城は落選した（れいわが擁立の山川仁は落選したが比例復活で議席を確保）。自民党は1区の國場幸之助、2区の宮崎政久がそれぞれ比例復活となったため、沖縄の全選挙区で議席を確保しており、オール沖縄の退潮傾向がさらに鮮明となった。また、オール沖縄内部でも、選挙戦で社大党所属県議会議員の瑞慶覧長風と平良識子が4区の金城を支援せず、れいわ公認の山川仁を支援する事態が発生し、立憲民主党などがこの動きに反発するなどオール沖縄内の結束に亀裂が生じる事態となった。

### 2025年宮古島市長選挙・沖縄市長選挙・浦添市長選挙・うるま市長選挙
2025年の最初の県内首長選挙となった1月19日投開票の宮古島市長選挙では、オール沖縄が支援する現職の座喜味一幸のほか、保守県議や副市長など6人が乱立する混戦となったが、前副市長で保守系無所属の嘉数登が初当選し現職の座喜味は敗れた。オール沖縄は4年前に市政を奪取した宮古島市で首長職を失ったことで、この時点でオール沖縄陣営に属する市長が遂に不在となり、2022年以来の退潮傾向が依然として続く事となった。
第50回総選挙後の2024年12月9日、かねてから病気療養中であった沖縄市長の桑江朝千夫が死去し、翌2025年1月26日に後任市長を決定する沖縄市長選挙が実施されることとなった。オール沖縄陣営は2014年にチーム沖縄陣営の桑江に敗れて以来の市政奪還を目指し、立憲民主党県議会議員・県連代表で社民党から参院選（比例区）にも立候補経験のある仲村未央を擁立することとなり、桑江から生前に事実上後継指名を受けた自民党県議会議員・県連幹事長の花城大輔との一騎打ちとなった。前述の通り、オール沖縄陣営の市長が不在となった中での巻き返しを図るための重要な首長選となっていたが、花城が仲村を降して当選。オール沖縄の市政奪還は果たせず、オール沖縄はこれにより市長選に限れば、2022年の名護市長選から10連敗となった。市長選で落選した仲村は自らが退職したことに伴う欠員補充となる沖縄県議会沖縄市選挙区補欠選挙（同年3月9日投開票）に立候補し当選。県議会議員に出戻った。
同年2月9日に投開票を迎える浦添市長選挙では、現職でチーム沖縄陣営の松本哲治が4期目を目指して出馬を表明する一方で、オール沖縄陣営は候補者擁立の見通しが立たず、結局、同選挙への候補擁立を見送った。結果は松本が4期目の当選を果たし、オール沖縄陣営は事実上の不戦敗となった。
同年4月27日に投開票を迎えるうるま市長選挙には、社民党前県議会議員・県連代表の照屋大河を無所属で擁立することとなった（立憲民主党・日本共産党・社民党・沖縄社会大衆党推薦）。うるま市も現職市長である中村正人がチーム沖縄陣営（自民党・公明党推薦）であり、このほか前県議会副議長の照屋守之も立候補を届け出たため、現職・新人3名による三つ巴の構図となった。投開票の結果、現職の中村が2名を降して再選を果たした。オール沖縄は不戦敗を含め県内市長選は12連敗となり、さらに退潮が鮮明となった。

### 第27回参議院議員通常選挙
2025年7月までに執行される第27回参議院議員通常選挙では、前回の参院選で当選した沖縄社会大衆党委員長の高良鉄美を擁立することを前年6月の段階で決定していた。しかし、前年衆院選で起きた社大党県議による造反事件が尾を引く形で、オール沖縄内で高良の擁立に難色を示す意見が立憲民主党などから噴出した。これを受けて、同年2月に社大党は高良の党役職停止処分を発表して鎮静化をはかったが、依然として高良擁立に対する不満が燻り続け、同年3月17日、高良は次期参院選立候補断念と任期限りでの政界引退を表明する事態となり、オール沖縄陣営の候補者選定は選挙戦約3か月前にして振り出しに戻った。高良に代わる統一候補として、沖縄大学教授で憲法学者の高良沙哉（さちか）、元県議で政治団体「沖縄うない」代表の比嘉京子などが後継候補として名前が挙がっていたが、オール沖縄は最終的に高良沙哉の擁立を決定し、参院選へ臨むこととなった。
7月20日執行の参院選は、前年衆院選から続き「政治とカネ」を巡る問題や物価高など政権与党に対する批判が直撃し、高良が元沖縄市議会議員で自民公認の奥間亮ら4人を下して初当選を果たし、参院選に関しては革新系・オール沖縄候補の5連勝となった。ただし、自民以外にも既存政党批判から国民民主党や参政党などの新興政党に票が流れ、参政党が擁立した琉球大学名誉教授の和田知久が12万6千票余りを獲得し3位に付けるなど善戦し、これまでの対決構図を変える選挙戦となった。

### 2025年石垣市長選挙
参院選直前の2025年6月、石垣市で議会に市が提出した国民健康保険事業の特別会計補正予算での専決処分の日付や議会への説明などに虚偽があり、市長である中山義隆（チーム沖縄陣営）に対する不信任決議案を市議会が提出し、同月25日に可決された。中山は議会の解散について「筋が通らない」として選択せず、同月29日に地方自治法の規定により市長を失職した。これにより、沖縄日本復帰後初めての首長不信任による市長選が同年8月17日執行の日程で組まれることとなり、前市長である中山は7月に入り5選へ向けて出馬を表明した。一方のオール沖縄陣営は市政奪還を目指し、前回市長選にも立候補した砥板芳行を擁立。前回と同様の顔ぶれによる出直し市長選となった。チーム沖縄陣営は参院選の自公の敗退、オール沖縄陣営は一連の首長選での連敗がそれぞれ影響を及ぼし、両陣営とも支持母体を表立ってアピールしない選挙戦となったが、投開票の結果、前職の中山が砥板を破り5度目の当選を果たした。これによりオール沖縄陣営は県内市長選に限っては13連敗となった。

## オール沖縄会議の役職
2023年7月現在
| 役職     | 氏名       | 在任期間              | 所属                                |
| -------- | ---------- | --------------------- | ----------------------------------- |
| 共同代表 | 稲嶺進     | 2015年12月14日 - 現職 | 前名護市長                          |
| 共同代表 | 高里鈴代   | 2015年12月14日 - 現職 | 市民活動家                          |
| 共同代表 | 大城紀夫   | 2020年1月21日 - 現職  | 前連合沖縄会長                      |
| 共同代表 | 糸数慶子   | 2021年4月13日 - 現職  | 元参議院議員 元沖縄社会大衆党委員長 |
| 事務局長 | 福元勇司   |                       |                                     |
| 事務局員 | 延山由紀子 |                       |                                     |

### 過去の共同代表
| 氏名     | 在任期間                   | 所属                                             |
| -------- | -------------------------- | ------------------------------------------------ |
| 呉屋守將 | 2015年12月14日 - 2018年2月 | 金秀グループ会長                                 |
| 玉城愛   | 2016年 - 2018年?           | 市民活動家（シールズ琉球）                       |
| 高良鉄美 | 2017年 - 2019年            | 琉球大学法科大学院教授 （後に参議院議員に就任）  |
| 親川盛一 | 2017年9月12日 - 2022年     | 元県知事公室長 元沖縄県議会議員                  |
| 金城徹   | 2019年 - 2025年            | 元那覇市議会議員 元立憲民主党沖縄県第4区総支部長 |
| 照屋義実 | 2020年 - 2021年            | 元県建設業協会会長 （後に県副知事に就任）        |
| 新里米吉 | 2020年 - 2022年8月         | 元沖縄県議会議員 元社民党県連委員長              |

## 参加団体

### 政党・会派
| - 立憲民主党 - 社会民主党 - 日本共産党 - 沖縄社会大衆党 - 沖縄の風（沖縄県選出の参議院議員2名による院内会派） - 沖縄うない | - うりずんの会（沖縄県選出・出身の野党国会議員による超党派議員連盟） - ニライ（親翁長・玉城派の元自民党や社民党・社大党の市議らによる那覇市議会の会派） - おきなわ南風（翁長・玉城県政を支える無所属県議らによる沖縄県議会の会派、旧称「県民ネット」→「おきなわ」） - 新しい風・にぬふぁぶし（親翁長・玉城県政支持の保守系市町村議員らの政策集団） |

#### 解散した政党・会派
- 生活の党→生活の党と山本太郎となかまたち→自由党→旧国民民主党
- 新風会（2014年知事選で翁長を支持し、自民党を除名・離党勧告処分となった保守系議員らによる那覇市議会会派。2017年7月にニライに合流し解消）[192]

### 政治家

#### 現職
| - 玉城デニー沖縄県知事 - 赤嶺政賢衆議院議員（日本共産党） - 新垣邦男衆議院議員（社会民主党） - 屋良朝博衆議院議員（立憲民主党） - 伊波洋一参議院議員（無所属、会派：沖縄の風） - 高良沙哉参議院議員（無所属、会派：沖縄の風） - 渡久地政志北谷町長 - 友寄景善大宜味村長 | (オール沖縄支援) - 石嶺傳實読谷村長 - 照屋勉与那原町長 - 比嘉孝則北中城村長 - 當山全伸東村長 |

#### 元職
| - 稲嶺進元名護市長 - 瑞慶覧長敏前南城市長、元衆議院議員 - 山川仁前豊見城市長、現衆議院議員（れいわ新選組） - 座喜味一幸宮古島市長 | - 仲里利信元衆議院議員（無所属） - 糸数慶子元参議院議員（沖縄社会大衆党） - 高良鉄美元参議院議員（沖縄社会大衆党） |

#### 故人
- 翁長雄志元沖縄県知事（故人）
- 照屋寛徳前衆議院議員（社会民主党、故人）

### 経済団体・業界団体
| - オキハム（沖縄ハム総合食品株式会社） |

### 労働組合
| - 連合沖縄 - 沖縄県労連 | - 自治労 - 沖縄県教職員組合 - 全日本港湾労働組合 |

### 市民団体
| - 沖縄「建白書」を実現し未来を拓く島ぐるみ会議 - 沖縄平和運動センター - SEALDs RYUKYU | - 安保廃棄・くらしと民主主義を守る沖縄県統一行動連絡会議 - ヘリ基地反対協議会 - 平和市民連絡会 |

## 離脱団体

### 経済団体・業界団体
- 金秀グループ[10]
- かりゆしグループ[11]

### 政治家
- 城間幹子前那覇市長
- 赤嶺昇元沖縄県議会議長[193]